# 特雷维尼亚诺-罗马诺
特雷维尼亚诺-罗马诺（義大利語：Trevignano Romano），是意大利拉齐奥大区罗马首都广域市的一个市镇。总面积39.44平方公里，人口5897人，人口密度149.5人/平方公里（2009年）。ISTAT代码为058107。